# Теплокровний кінь

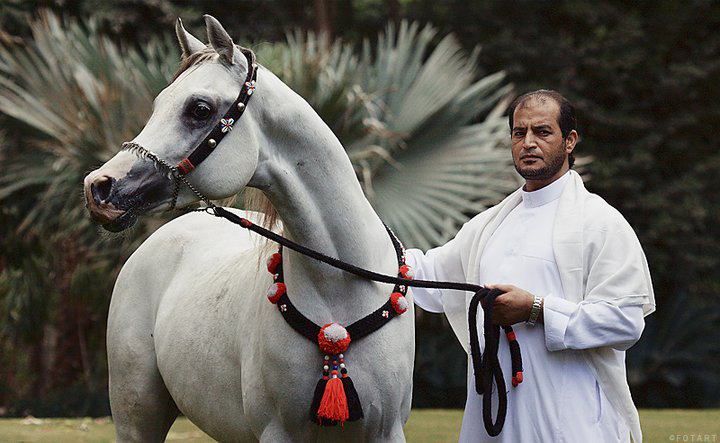
Арабський кінь, класичний приклад теплокровних коней

Теплокровні коні - це ненауковий термін у конярстві, характеризує коней з високою фізичною справністю, які мають риси спортивного коня. Найчастіше використовуються в кінному спорті та на перегонах . Вони енергійні і пристосовані до роботи у швидкому русі. Вони мають живий темперамент і легку статуру, що є їх характерною рисою.
Теплокровних коней найчастіше розводять з впливом крові англійських або арабських коней - теплокровних порід, виведених у найвищій чистоті. Іншим прикладом типового теплокровного коня є англо-аравійський кінь.

## Походження
Вважається, що теплокровні коні походять від східних коней: туркменських, перських, сирійських, арабських і берберських. Вони були приручені племенами, що жили в азійських степах. В результаті вторгнення цих народів у східні країни Середземного моря та Північну Африку коні, яких вони розводили, також поширилися в Іспанії, Франції, Англії та інших країнах Європи. Тоді їх асоціювали з місцевими домашніми кіньми.
Згідно з однією з гіпотез, арабський кінь, якого найчастіше вважають «основною породою» коней, походить від коня Пржевальського і тарпана, які пережили льодовиковий період. Інше обговорюване питання полягає в тому, чи походять сучасні теплокровні лише від однієї породи.